# Espolette
L'espolette est un retard pyrotechnique qui permet lors de l'ascension d'une pièce artifice, notamment les bombes, de retarder son « explosion ».
Elle est mise à feu lorsque la chasse est allumée, étant à l'intérieur de l'artifice, elle est projetée dans les airs avec l'artifice et se consume jusqu'à l'apogée de l'artifice, l'espolette transmet alors la flamme à la charge d'éclatement qui embrase ainsi les effets.